# Cayo Sardina (Los Roques)
Cayo Sardina es el nombre que recibe una isla del Mar Caribe en Venezuela localizada en la Gran Barrera Arrecifal del Este en las Antillas Menores, geográficamente parte del archipiélago Los Roques y administrativamente parte del territorio insular "Miranda", una subdivisión de las Dependencias Federales de Venezuela.
Se encuentra a unos 20 minutos en lancha desde la isla Gran Roque, el centro administrativo del parque nacional. Recibe su nombre por la gran cantidad de peces de ese tipo (Sardinas) que se han encontrado en el área. No debe confundirse con otra isla de las Antillas del mismo nombre pero ubicada en Cuba. 
Cayo Sardina se destaca por sus playas de arena blanca y sus aguas cristalinas de un azul turquesa. Ofrece oportunidades para practicar deportes acuáticos como el snorkel y observar la rica vida marina del Caribe. Los visitantes también pueden realizar paseos en kayak o simplemente relajarse bajo el sol.
El cayo tiene forma alargada y esta rodeado de extensos bajos y bancos de arena y posee la característica poco común de aparecer y desaparecer con los movimientos de marea.